# Kempston
Kempston – miasto w Wielkiej Brytanii, w Anglii, w hrabstwie Bedfordshire. Razem z Bedford tworzy konurbację liczącą 100 tys. mieszkańców, jako samodzielny ośrodek miejski liczy 19 440 mieszkańców. Miasto jest sypialnią dla położonego w pobliżu Milton Keynes.

## Historia
Pojawia się w Domesday Book z roku 1086 jako Kamestone. Do XIX wieku Kempston było gminą wiejską w Bedfordshire bez głównego ośrodka miejskiego, a z rozproszonymi przysiółkami, których nazwy zawierały także człon „End”, np. Wood End, Up End. Miasto rozwinęło się w XIX wieku wraz z rewolucją przemysłową i industrializacją środkowej Anglii. Również w tym czasie stało się siedzibą garnizonu. W roku 1826 pożar niemal doszczętnie strawił całą ulicę High Street.